# 関門都市圏
関門都市圏（かんもんとしけん）は、山口県下関市と福岡県北九州市を中心として、関門海峡の南北に広がる都市圏。「関門大都市圏」とも言う。

関門海峡周辺の空中写真。
2009年4月29日撮影の240枚を合成作成。

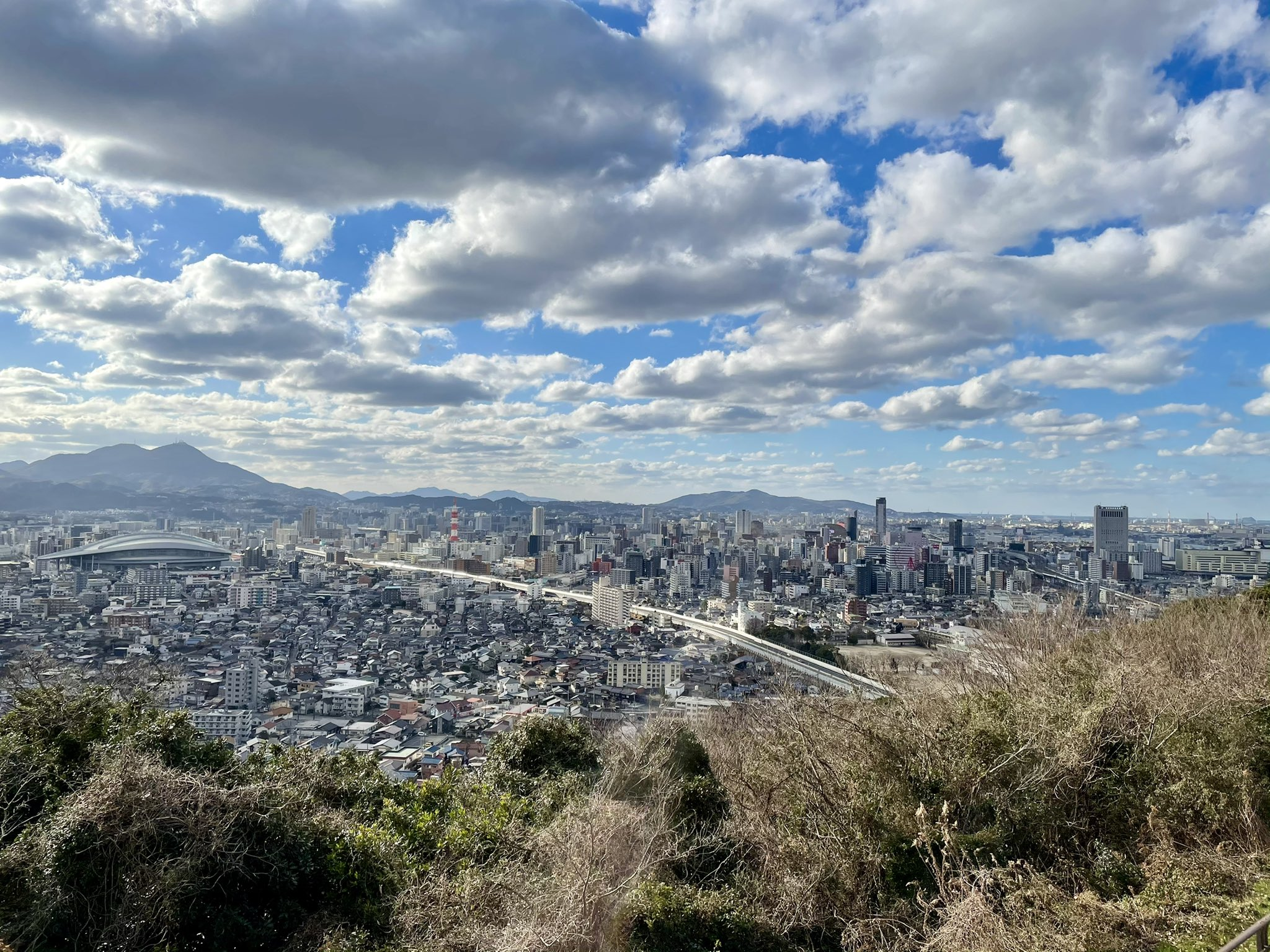
北九州市

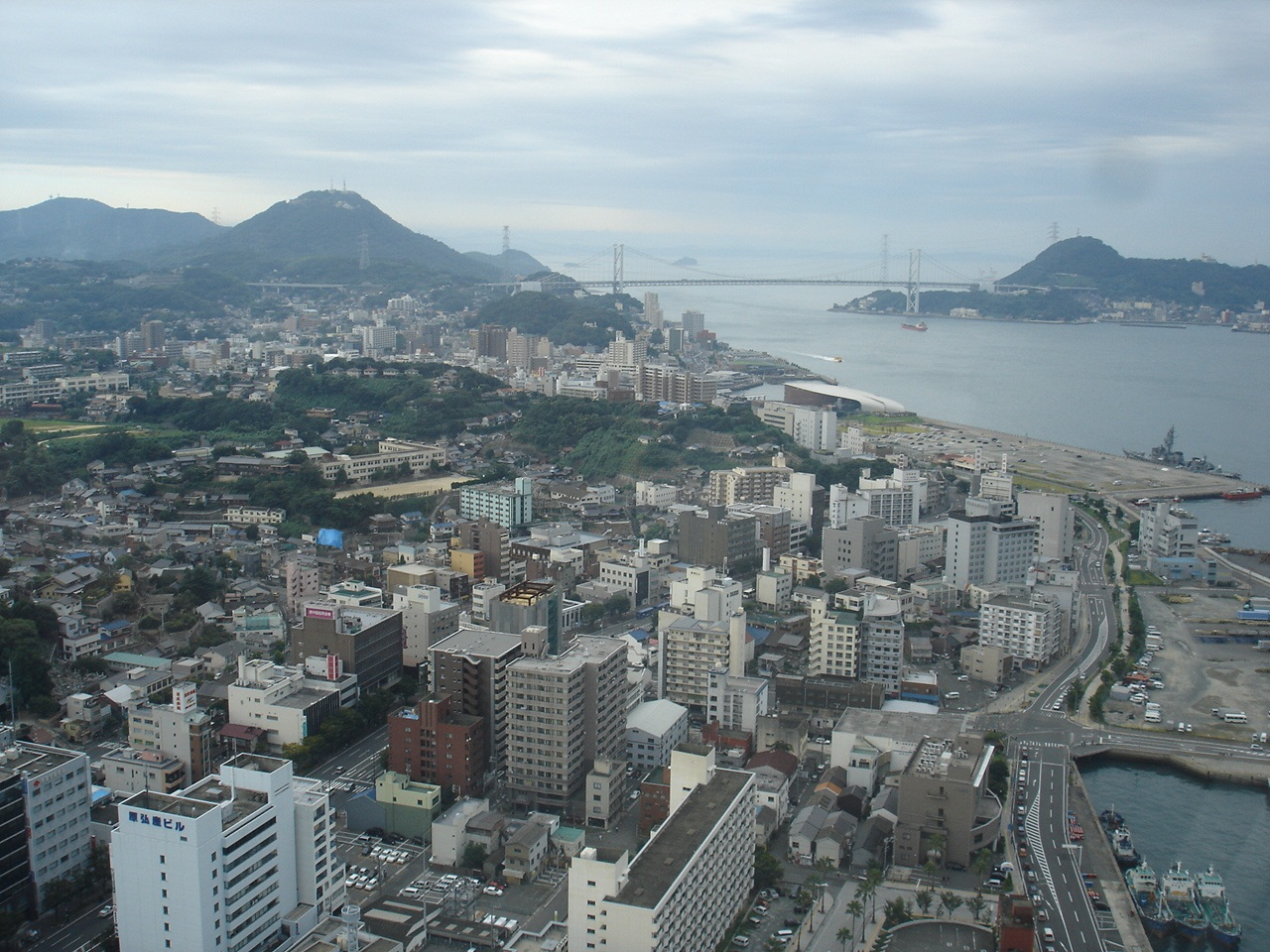
下関市

都市雇用圏などのように明確な定義の元に成り立っている訳では無く、下関都市圏と北九州都市圏の合計として語られる事が多い。

## 概要
当都市圏（以下「当地」）は、歴史的に令制国・郡・藩がいずれも3つにまたがり、現行の県でも2つにまたがる。直近の推計人口では、下関市が山口県の18.8%（2025年6月1日）を占め、北九州市が福岡県の17.7%（2025年6月1日）を占めており、両県各々における人口集積地でもある。
当地は1つの中心都市（プライメイトシティ）、あるいは、中心都市と外港（京浜・阪神・札樽・仙塩ほか）といった高度経済成長期までの都市圏類型とも異なる発展をしてきた。すなわち、江戸時代に下関海峡（現・関門海峡）に面する赤間関（下関）では海港が北前船等の発展により関所・潮待ちの湊・倉庫街として都市化し、また、小倉藩小倉城下町も発展した。1889年（明治22年）の海港・門司港開港後は門司が、日清戦争後の1901年（明治34年）の八幡製鐵所の高炉の火入れからは八幡が、昭和初期に小倉陸軍造兵廠が大きく拡張すると再び小倉が、北九州市成立後は小倉北区が、といったように、人口を吸引する中心地区が様々に変遷してきた。
九州では戦前、多数の炭鉱都市が人口を吸引して発展し、石炭の流通を担う鉄道・港湾を含めて都市圏を形成したが、当地は他を圧倒する100万人都市圏を形成し、工業・流通・商業等が集まった「関門六市」と呼ばれた。しかし、戦中の空襲で人口が激減した。
戦後の高度経済成長期になると、四大工業地帯の1つ「北九州工業地帯」として日本経済を支える都市圏になり人口増加が続いた。鉄道の時代に本州と九州とをつなぐ当地は企業の支店の集積地（支店経済都市）となり、第三次産業の従事者数は現・北九州市の範囲に限っても福岡市や広島市を超えていたが、1960年代から輸送の中心がトラックや航空に移るにつれて人口は流出局面に転じた。
戦前からの大都市圏としての歴史が残るため、当時の大規模施設等が映画のロケ地として注目されたり、多くの町工場を擁する裾野が広い工業基盤を背景に環境技術などの新規分野に進出するなど、新たな付加価値を創り出している。一方で、治承・寿永の乱（源平合戦）の「壇ノ浦の戦い」、宮本武蔵と佐々木小次郎の決闘が行われたとされる「巌流島」、長州藩と欧米列強4ヶ国が戦った「下関戦争」、日清戦争を終結させた「下関条約」（下関の春帆楼で開催）といった全国的に知られる歴史の舞台であり、また、下関市の「フグ」や、北九州市の「バナナの叩き売り」「競輪」「パンチパーマ」「焼うどん」「公道上のアーケード」など、当地で育まれた文化や当地発祥のいくつかが流布して全国に影響を与えてきた。
なお当地では、両県から独立した自治体を目指す「関門特別市構想」がある。

## 定義
民間経済団体が定義する「関門都市圏」、および、2000年代前半に国土交通省が都市再生ビジョンの策定に用いるデータとして作成した2000年（平成12年）国勢調査基準の定義「北九州市・下関市都市圏」について、以下に示す。

### 民間経済団体
関門連携委員会（地方経済団体の九州経済連合会と中国経済連合会による合同委員会）の会員企業を中心に構成する下関北九州道路建設促進協議会（旧・関門海峡道路建設促進協議会）では、下関北九州道路（関門海峡道路）の新設構想の調査において、「関門都市圏」を定義している。

#### 2005年以降
2005年（平成17年）6月の調査「関門海峡道路による関門都市圏の交通ネットワークと将来像」の発表以降は、同年2月に下関市と豊浦郡4町の新設合併によって発足した（新制）下関市、および、北九州市の2市を以って「関門都市圏」としている。なお、参考として、この定義に相当する範囲において国勢調査人口が最大だった1980年（昭和55年）の値も付記する。推計人口の統計年月日は、山口県が2025年6月1日、福岡県が2025年6月1日。
| 県     | 構成自治体 | 国勢調査    | 国勢調査    | 国勢調査    | 国勢調査    | 推計人口    | 増減率 （1980年比） |
| ------ | ---------- | ----------- | ----------- | ----------- | ----------- | ----------- | ------------------- |
| 県     | 構成自治体 | 1980年      | 2005年      | 2010年      | 2015年      | 推計人口    | 増減率 （1980年比） |
| 山口県 | 下関市     | 325,478人   | 290,693人   | 280,987人   | 268,517人   | 238,083人   | -26.85 %            |
| 福岡県 | 北九州市   | 1,065,078人 | 993,525人   | 977,288人   | 961,286人   | 902,358人   | -15.28 %            |
| 合計   | 合計       | 1,390,556人 | 1,284,218人 | 1,258,275人 | 1,229,803人 | 1,140,441人 | -17.99 %            |

北九州市と下関市の現市域にあたる地区の国勢調査人口の推移（単位：人）
- 北九州市（にあたる地区）
- 下関市（にあたる地区）

#### 1998年 - 2005年
1998年（平成10年）の調査「2005年関門海峡道路の実現をめざして」の発表から2005年（平成17年）までは、「関門都市圏」の範囲を山口県側（下関側）12市町村、福岡県側（北九州側）32市町村としていた。この定義では、宇部市、下関市、北九州市の3市が中心市となっていた。なお、参考として、この定義に相当する範囲において国勢調査人口が最大だった1985年（昭和60年）の値、および、直近の推計人口も付記する。推計人口の統計年月日は、山口県が2025年6月1日、福岡県が2025年6月1日。
| 県     | 構成自治体（当時） | 国勢調査    | 国勢調査    | 国勢調査    | 推計人口    |
| 県     | 構成自治体（当時） | 1985年      | 1995年      | 2000年      | 推計人口    |
| 山口県 | 下関市、宇部市、小野田市、美祢市、厚狭郡（楠町・山陽町）、豊浦郡（菊川町・豊田町・豊浦町・豊北町）、美祢郡（美東町・秋芳町） | 612,953人   | 594,629人   | 582,103人   | 469,966人   |
| 福岡県 | 北九州市、直方市、田川市、行橋市、豊前市、中間市、遠賀郡（芦屋町・水巻町・岡垣町・遠賀町）、鞍手郡（小竹町・鞍手町・宮田町・若宮町）、田川郡（香春町・添田町・金田町・糸田町・川崎町・赤池町・方城町・大任町・赤村）、京都郡（苅田町・犀川町・勝山町・豊津町）、築上郡（椎田町・吉富町・築城町・新吉富村・大平村） | 1,690,024人 | 1,638,708人 | 1,618,149人 | 1,413,903人 |
| 合計   | 合計 | 2,302,977人 | 2,233,337人 | 2,200,252人 | 1,883,869人 |

### 国土交通省（2000年）
国土交通省が用いた「5% - 500人都市圏」は、2000年（平成12年）国勢調査時点において、「核都市への通勤・通学者÷在住通勤通学者が5%を上回る」または「核都市への通勤・通学者が500人以上」である市町村を1つの都市圏とする見方であり、北九州市および下関市の2市を核都市とした北九州市・下関市都市圏がみとめられた。この都市圏の名称は「関門都市圏」ではないが、「関門都市圏」の定義の1つとしてしばしば用いられた。同都市圏に含まれた自治体は以下の通り。
| 県     | 構成自治体（当時） | 人口        |
| ------ | --- | ----------- |
| 山口県 | 下関市、菊川町、豊田町、豊浦町、豊北町 | 30万1097人  |
| 福岡県 | 北九州市、直方市、田川市、行橋市、豊前市、中間市、芦屋町、水巻町、岡垣町、遠賀町、小竹町、鞍手町、宮田町、香春町、赤池町、大任町、赤村、苅田町、犀川町、勝山町、豊津町、椎田町、築城町 | 153万2838人 |
| 大分県 | 中津市 | 6万7083人   |
| 合計   | 合計 | 190万1018人 |

## 連携組織

### 行政
下関市と北九州市は関門地域の活性化と更なる発展を目指して「関門地域行政連絡会議」を設置している。両市はこれまでも関門連携のために関門海峡ロープウェイや門司港レトロ開発、下関市立しものせき水族館（海響館）、唐戸市場等の施設整備にあたり、重複投資を避けるなど歩調をそろえてきたが、「道州制の話もあり、新たな枠組みを議論する時期に来ている」（末吉興一前北九州市長）。

### 経済界
2006年（平成18年）、中国経済連合会と九州経済連合会は、関門地域の連携を深めるため「関門連携委員会」を設置した。委員長には山口銀行頭取の福田浩一が就任。北九州市、下関市、宇部市の企業・事業所の代表者28人で委員会を構成する。

### 学界
2001年（平成13年）、教育・研究の両分野での交流・連携を目指して「関門地域キャンパスネットワーク」が組織され、下関市、北九州市、苅田町に立地する24の大学（短大・大学院含む）、高等専門学校、省庁大学校が参加した。この組織はウェブサイトや広報パンフレットを作成したものの、2007年（平成19年）時点になっても実質的な活動には至らなかった（その後、ウェブサイトも閉鎖）。
2008年（平成20年）、「大学コンソーシアム関門」が設立された。北九州市立大学（北九州市）、九州共立大学（北九州市）、九州国際大学（北九州市）、西日本工業大学（苅田町）、下関市立大学（下関市）、梅光学院大学（下関市）の6大学が参加し、翌年度から参加各大学において「関門学」を開講し、単位互換、共同授業、学生交流事業「関門サミット」等を実施している。
合唱に於いては北九州・下関大学合唱連盟が設置され、これに加盟している両地域の大学の合唱サークルが合同で活動している。
|   | 大学                       | 種別     | 本部所在地       |
| - | -------------------------- | -------- | ---------------- |
| ★ | 下関市立大学               | 公立大   | 下関市           |
|   | 東亜大学                   | 私立大   | 下関市           |
| ★ | 梅光学院大学               | 私立大   | 下関市           |
|   | 下関短期大学               | 私立短大 | 下関市           |
|   | 梅光学院大学女子短期大学部 | 私立短大 | 下関市           |
|   | 水産大学校                 | 省庁大   | 下関市           |
|   | 早稲田大学大学院           | 私立院   | 北九州市若松区   |
|   | 九州工業大学               | 国立大   | 北九州市戸畑区   |
|   | 九州歯科大学               | 公立大   | 北九州市小倉北区 |
|   | 西南女学院大学             | 私立大   | 北九州市小倉北区 |
|   | 九州栄養福祉大学           | 私立大   | 北九州市小倉北区 |
|   | 西南女学院大学短期大学部   | 私立短大 | 北九州市小倉北区 |
|   | 東筑紫短期大学             | 私立短大 | 北九州市小倉北区 |
| ★ | 北九州市立大学             | 公立大   | 北九州市小倉南区 |
|   | 九州電機短期大学           | 私立短大 | 北九州市小倉南区 |
|   | 北九州工業高等専門学校     | 国立高専 | 北九州市小倉南区 |
|   | 九州職業能力開発大学校     | 省庁大   | 北九州市小倉南区 |
| ★ | 九州国際大学               | 私立大   | 北九州市八幡東区 |
|   | 九州女子大学               | 私立大   | 北九州市八幡西区 |
| ★ | 九州共立大学               | 私立大   | 北九州市八幡西区 |
|   | 産業医科大学               | 私立大   | 北九州市八幡西区 |
|   | 九州女子短期大学           | 私立短大 | 北九州市八幡西区 |
|   | 折尾愛真短期大学           | 私立短大 | 北九州市八幡西区 |
| ★ | 西日本工業大学             | 私立大   | 京都郡苅田町     |

## 関門六市
当地における市制施行は、1889年（明治22年）の山口県赤間関市（1902年（明治35年）に下関市に改称）を皮切りにして、35年後の1924年（大正13年）の福岡県戸畑市で6市に及んだ。それから1963年（昭和38年）に福岡県内5市による合併で北九州市が誕生するまでの約40年間、関門海峡周辺に6市が集中立地していた。いつからかは不明だが、それらをまとめて「関門六市」と呼ぶ慣例があった。1943年（昭和18年）10月の企画院の自動車国道計画でも「関門六市」と記されており、少なくとも戦中までには、当地のみならず中央でも使用されていた用語であったと考えられる。なお、6市が揃う以前の5市や4市などの段階で当地をまとめて言う言い方があったのかは不明。
「関門六市」の国勢調査人口の推移を見ると、日清戦争後の1901年（明治34年）の官営八幡製鉄所の操業開始に伴って人口増をみた八幡市を筆頭に、門司市および下関市が続いていたが、小倉市も人口が急増し、1933年（昭和8年）の小倉陸軍造兵廠開設後に「関門六市」の中で3位の人口になった。第二次世界大戦末期には八幡空襲、小倉空襲、下関空襲等により焼け野原となった当地の人口は減少したが、戦後には回復傾向を見せ、八幡市、小倉市、下関市に人口が集中した。
なお、現状では旧小倉市に人口が集中している（推計人口の統計年月日は、山口県が2025年6月1日、福岡県が2025年6月1日）。
| 県     | 令制国 | 郡     | 藩     | 構成市              | 市制施行日               | 平成の大合併以降の状況   | 平成の大合併以降の状況   | 平成の大合併以降の状況 |
| 県     | 令制国 | 郡     | 藩     | 構成市              | 市制施行日               | 行政                     | 行政                     | 推計人口               |
| ------ | ------ | ------ | ------ | ------------------- | ------------------------ | ------------------------ | ------------------------ | ---------------------- |
| 山口県 | 長門国 | 豊浦郡 | 長州藩 | 赤間関市 （下関市） | 1889年（明治22年）4月1日 | （新制）下関市（の一部） | （新制）下関市（の一部） | 238,083人              |
| 福岡県 | 豊前国 | 企救郡 | 小倉藩 | 門司市              | 1899年（明治32年）4月1日 | 北九州市                 | 門司区                   | 087,467人              |
| 福岡県 | 豊前国 | 企救郡 | 小倉藩 | 小倉市              | 1900年（明治33年）4月1日 | 北九州市                 | 小倉北区・小倉南区       | 381,101人              |
| 福岡県 | 筑前国 | 遠賀郡 | 福岡藩 | 若松市              | 1914年（大正3年）4月1日  | 北九州市                 | 若松区                   | 076,945人              |
| 福岡県 | 筑前国 | 遠賀郡 | 福岡藩 | 八幡市              | 1917年（大正6年）3月1日  | 北九州市                 | 八幡東区・八幡西区       | 302,229人              |
| 福岡県 | 筑前国 | 遠賀郡 | 福岡藩 | 戸畑市              | 1924年（大正13年）9月1日 | 北九州市                 | 戸畑区                   | 054,616人              |

関門六市の国勢調査人口の推移
ちなみに、#定義の中でこれまで含まれた例がある市の市制施行は、1921年（大正10年）11月1日の宇部市、1929年（昭和4年）4月20日の中津市、1931年（昭和6年）1月1日の直方市、1932年（昭和7年）1月20日の飯塚市、1940年（昭和15年）11月3日の小野田市、1943年（昭和18年）11月3日の田川市がある。これらが「関門都市圏」の範囲に含まれるとみられるようになった文献的初出については不明。

## 関門合併をめぐる議論
関門地域は県の枠組みと都市圏・経済圏の枠組みが大きく異なり、地域の統合は明治の頃から繰り返し議論されてきた。

### 明治期の関門一体論
九州大学名誉教授の徳本正彦の研究によると、文献的な記録として最初に関門両岸地域の合併が論じられたのは、1896年（明治29年）2月16日の『門司新報』紙上の記事「関門行政区域の変更に就て」とされる。同記事では小倉または門司に県庁を置き、旧豊前国一円と筑前国の12郡、大分県の日田郡を割いた地域と山口県の豊浦郡をもって1県を創設し、大分県を廃止、佐賀県を福岡県と長崎県に分割することで合計1県を減らし、経済的利便と好都合を両立すると主張した。徳本は記事に「夙に有志間の説ありて」とあることから、合併をめぐる議論が「かなり前から存在していたものと判断」して差し支えないとしている。
1899年（明治32年）には、イギリス大使のアーネスト・サトウが関門地域への領事館設置を求める報告において、下関と門司は事実上一つの地域である（から設置場所は両者のいずれかに特定しない）との認識を示した。また、サトウの報告の1週間後、『門司新報』において神戸港務局長が下関と門司のみならず、小倉から若松にかけての海域を含めた関門港の一体論を発表している。翌1900年（明治33年）の同紙年頭社説では、「関門を一行政区となす」ことが提言された。
しかし、1901年（明治33年）にイギリス領事館の下関市への設置が決まると『門司新報』はこれを批判する論調を展開し始めた。さらに山陽鉄道と九州鉄道の合併問題が生じると、門司にあった九州鉄道の本社撤退への危機感が広まり、同紙を始めとして反対運動が拡大、「九州・山陽両鉄道非合併同盟会」などの市民運動組織も設立されるなど、感情的な対立から初期の関門一体論は後退していった。
一方で、門司港の輸出入品目・貿易額の増大が続いたことなどから、港湾部門における関門港としての統一運営論は引き続き議論され、1908年（明治40年）に内務省港湾調査委員会が「関門海務局」の設置を提言、1912年（大正元年）には門司税関長が関門港湾統一の必要性を主張している。

### 関門市（下関市・門司市または関門六市）
1914年（大正3年）、福岡日日新聞門司支局の田中一二が刊行した関門を論じる最初の書物『帝国の関門』において、「関門市」の創設が提言された。この関門市は下関・門司の両市に加えて、大里、彦島、長府等を併合し、東京・大阪・京都と並ぶ日本四大都市の中位に加わる百万都市の実現を構想した。当時の両市の人口は約7万人程度であり、先述の市民感情も踏まえた未来論として発表されたものではあったが、門司市の合併先として小倉市や洞海地区ではなく、下関市が望ましいとする主張であった。
1924年（大正13年）には逓信大臣の藤村義朗が下関市、門司市に加え、小倉市、若松市、八幡市、戸畑市を含めた「関門六市」合併の必要性に言及した。

### 海峡府・関門県
1925年（大正15年）、日本通運の母体である国際通運や興亜火災海上保険で社長を務めた実業家の中野金次郎が中心となって出版した書籍『海峡大観』において、両岸の市町村の統合の必要性、および新市を包摂する行政区域として、山口県でも福岡県でもない新たな広域行政区の設置を提言した。
提言では市町村合併について「下関市と門司市のみの合併」「下関と北九州各市の合併」は、後者をもって「海峡市」とすることが望ましいとした。また、「海峡市」について福岡県または山口県に編入することは実現不可能であるばかりでなく、海峡市として本来の機能を発揮できるものではないとして、周辺地域を合わせた一大行政区を創設する必要性を論じた。中野は行政区の名称について、「『海峡府』または『関門県』という名であれば妥当」と提言している。
1934年（昭和9年）には福岡県知事のもと、関門六市合併の検討が行われたが保留扱いとなった。1937年（昭和12年）、北九州五市合併に対して各市の意見が取りまとめられ、門司市が下関市を含めた六市合併を主張した。この際、小倉市と若松市は五市合併に賛成、戸畑市は慎重考慮が必要、八幡市は法人格のある区の設置を希望する旨、それぞれの意見を取りまとめている。

### 八市合併による関門府・特別市制
| 順位         | 都市名   | 人口        |
| ------------ | -------- | ----------- |
| 1            | 東京市   | 677万8804人 |
| 2            | 大阪市   | 325万2340人 |
| 3            | 名古屋市 | 132万8084人 |
| 4            | 京都市   | 108万9726人 |
| 5            | 関門六市 | 101万4972人 |
| 6            | 横浜市   | 96万8091人  |
| 7            | 神戸市   | 96万7234人  |
| （以下参考） |          |             |
| 8            | 広島市   | 34万3968人  |
| 9            | 福岡市   | 30万6763人  |
| 10           | 川崎市   | 30万0777人  |

1940年（昭和15年）の国勢調査で関門六市の人口は100万人を超えて京都市（当時約108万人）に迫り、大正期には「未来論」とされていた「日本四大都市の中位に加わる百万都市」が現実味を帯びるなか、帝国議会で「五大都市および北九州」に適用する新たな大都市制度として「特別市制」の検討が開始される。
1941年（昭和16年）、東洋経済新報社が発刊した『九州産業年鑑』は、銀行や会社の営業区域など経済分野を中心に九州・山口地方の一体化が進んでいることを示した上で、関門両岸が「地方ブロックまたは行政区画を異にするがために、如何に諸々の支障弊害に悩みつつあるかは、蓋し想像するまでもない」と論じ、「現に関門特別市創設論、北九州五市合併論に関連して、下関を含めた六市の特別都市設置論が起こる」と記している。
1942年（昭和17年）、下関市長が関門六市は国策上からぜひ合併して一元的運営をすべきとの見解を表明するも、合併については時期尚早と回答した。同年12月19日、下関市で開催された西部商工会議所理事会において、上記の関門六市に宇部市、小野田市（のちの山陽小野田市）を加えた八市の合併運動を推進することが申し合わされた。八市合併案では両岸の合併により当時の東京府や大阪府と並ぶ「関門府」を実現させ「理想的な経済地域の建設と関門総合港の建設」を進め、大東亜共栄圏における産業貿易の中心地とすることを企図していた。
1943年（昭和18年）2月4日、衆議院地方制度改正特別委員会において、内務大臣の湯沢三千男が「五大市ならびに北九州については特に重要な問題」「他の一般都市と同様であるとは考えられずその特殊性は認めている」と答弁。この意向表明が北九州を五大都市並みに重視しているものとして地元に報道されたことから特別市制への関心が広まり、北九州地域の合併議論が再び起こるも、戦局の悪化によって議論は打ち切られた。

### 地方自治法による特別市設置論
戦後、1947年（昭和22年）に制定された地方自治法に都道府県の区域から外れる「特別市」の規定が設けられたことを受け、山口県議会では1949年（昭和24年）9月定例会において「関門特別市」に関する議論が行われた。「近ごろ関門六都市をもって特別市を設置するという話が巷間に伝わり、また本省係官が来関して種々協議が進められているように見受ける」として県当局の考え方を問うた質問に対し、当時の山口県知事の田中龍夫は「特別市の件は新聞等に散見するが、まだ正式に私のところに話があったのではないので、いま具体的にここで所見を述べることを避けさせていただく」と答弁している。
その後、特別市の規定は関係する府県の反対もあり1956年（昭和31年）に地方自治法から削除され、北九州五市合併により五大市以外で初の政令指定都市として北九州市が誕生するなど、両岸それぞれの合併の動きは進んだものの、後述の「関門特別市」構想の出現まで下関市と北九州市の合併についての議論が公式に行われることはなく、民間での機運醸成も進まずに推移した。

### 関門特別市
2007年（平成19年）1月4日、北九州市長の末吉興一が記者会見で「関門特別市」の創設に向けた研究会を同市と下関市の両市で設立すると発表した。地方分権や道州制の議論を踏まえ、県から独立する「特別市」を志向する提言として報道された。これは、将来の道州制を見据えて北九州・下関両市で「関門特別市」を構成することを視野に入れた構想であり、特別市は「道州とほぼ同様の権限を持つ自治体」とし、中国、九州などの道州にも所属しない。
同年12月18日、「関門地域の未来を考える研究会」の第一回会合が北九州市門司区の門司港ホテルで開催された。出席者は、北九州・下関両市の関係者であり、北九州側からは、北九州市長、北九州商工会議所会頭（TOTO代表取締役会長）、北九州市立大学学長、新日本製鐵八幡製鐵所所長（九州経済連合会にいる14人の副会長の内の1人）。下関側からは下関市長、下関商工会議所会頭、山口銀行頭取（中国経済連合会にいる16人の副会長の内の1人）、下関市立大学学長。会は非公開、議事録をのちに公開する形で行われ、年2-3回開催しながら2009年度中に報告書をまとめることになった。2008年4月18日に下関市の春帆楼にて第二回会合（公開討論）、2008年12月24日に第三回会合が門司港ホテルで開催され、同日「大学コンソーシアム関門」が設立された。
一方、同研究会の発足時点で発案者である末吉は北九州市長から勇退し、前述の末吉の発表会見の翌月に行われた同市長選挙において、末吉が後継として支援を表明していた候補者ではなく北橋健治が当選・市長に就任したこともあり、研究会そのものは「関門特別市を中心に研究する研究会」ではなく、地域交流の活性化など、幅広く関門地域のあり方を議論する会合として推移した。
関門特別市構想の実現には国会での法改正や特別法の制定が必要なことから、全国民に理解されるような地域の特殊性が必要であるが、同構想や関門連携について関門地域ではある程度の関心が集まっているものの、他地域で注目されていないという指摘も出された。第三回会合に出席した北九州市立大学教授の南博は、会議の印象について「基本的に、関門特別市に向けて直ぐに具体的検討を強力に進めるべき、とする意見はなく」「関門連携を一つひとつ積み重ねていくべきであり、その結果、関門地域の一体化が進んでいくであろう、という形」と述べている。
また、末吉が同構想を発表した当時の山口県知事であった二井関成は、「県から独立を想定」と報道されたことについて「県境を越えた合併は、地方自治法上に規定があり、法的には可能」としつつ、「現実の問題としては、できないだろう」と述べている。例として山口県に近い島根県益田市周辺選出の地方議員から「山口県に入りたい」という話を聞くものの、同地域選出の県議会議員は4名、島根県議会議員は37名であり「議会で通らない」と説明し、「下関市がいかに福岡の方に行きたいと言っても、県議会も賛成はされないだろう」との見解を述べた。一方、現実の解決策として、北九州市と下関市が共同で制定した関門景観条例など実際の連携例を挙げ、特区などを活用して下関市に政令市並みの権限を県から移譲することで、政令市である北九州市と同等の権限を持って政策を共有できれば「関門特別市的な考え方が採れるのではないか」として、実質的な解決策を図る考えを示した。